# Michault Taillevent
Pour les articles homonymes, voir Le Caron et Taillevent.
Œuvres principales
- Le Psautier des Vilains
- Le Passe Temps de Michault Taillevent
- Le Debat du Cœur et de l'Œil
- Le Regime de Fortune
- Congé d'amour

Michault le Caron, dit Taillevent, mieux connu sous le nom de Michault Taillevent (né vers 1390/1395 - mort entre 1448 et 1458), est un poète de la cour des ducs de Bourgogne du second tiers du XVe siècle, surtout connu pour son Passe Temps (ou Passe Temps Michault), qui influença plusieurs poètes de la seconde moitié du XVe siècle et dans lequel il se montre précurseur de François Villon. 
Michault Taillevent est un exemple type de ces acteurs et poètes, véritables professionnels du divertissement, que les ducs de la maison de Valois entretenaient et qui étaient chargés d'offrir au prince les spectacles qui ponctuaient la vie de cour : pantomimes, animations de banquets et pas d'armes.
Du XVIe siècle à la fin du XIXe siècle, il a été confondu avec son contemporain et homonyme, Pierre Michault, prêtre, écrivain et secrétaire de Charles le Téméraire, alors comte de Charolais.

## Éléments biographique
Né probablement entre 1390 et 1395 dans la région d'Aire-sur-la-Lys (Pas-de-Calais), Michault le Caron, dit Taillevent, apparaît dans les comptes de la cour de Bourgogne de 1426 à 1448 comme « joueur de farses » et « valet de chambre » de Philippe le Bon, duc de Bourgogne. La date de sa mort peut être fixée entre 1448 et 1458.

## Œuvres
Selon l'inventaire réalisé par Robert Deschaux, la partie de son œuvre qui nous est parvenue par divers manuscrits comprend, outre trois ballades d'attribution incertaine, 14 pièces d'attribution certaine : 
- La Destrousse Michault Taillevent
- Dialogue fait par Michault de son voiage de Saint Glaude
- Le Songe de la Thoison d’or (1431)
- Moralité faicte par Michault Taillevent (ou Moralité de Povre Commun) (1435)
- Le Psautier des Vilains
- Le Passe Temps de Michault Taillevent (ou Passe Temps Michault)
- Les Poèmes sur la prise de Luxembourg (1443)
- Le Debat du Cœur et de l'Œil
- Le Regime de Fortune, très souvent attribué à tort à Alain Chartier dans d'anciennes éditions de ce poète.
- Lai sur la mort de Catherine de France (1446)
- Congé d'amour
- La Bien Allée
- L’Edifice de l’hôtel douloureux d’Amour
- La Ressource et relèvement du douloureux hôtel

### Régime de Fortune
Le Régime de Fortune est formé de 252 vers répartis en sept ballades, suivies d'un rondeau et d'un envoi. Il est conservé dans sept manuscrits,, tous du XVe siècle, ce qui témoigne d'une certaine diffusion de l’œuvre dans les décennies qui ont suivi sa rédaction. Il occupe entre autres les sept feuillets d'un « petit manuscrit de luxe » conservé au musée Condé à Chantilly et décoré d'initiales ornés. Dans les cinq autres manuscrits, il voisine surtout avec des œuvres versifiées d'autres poètes de l'époque, en particulier Alain Chartier. 
Selon Deschaux, le Régime de Fortune pourrait être daté d'environ 1445.
Michault Taillevent dédie le Régime de Fortune à un certain « trésorier de Soucy » que les historiens n'ont pas su identifier.
La présence du Régime de Fortune dans des manuscrits contenant des œuvres de Chartier peut en partie expliquer le fait que le Régime est attribué à tort à ce dernier poète dans des éditions de ses œuvres du XVIe siècle et dans l'édition d'André Duchesne.